# 川島宏治
川島 宏治（かわしま こうじ、1953年8月25日 - ）は、中国放送(RCC)の元アナウンサー。ちゅピCOMひろしま副社長。広島県佐伯郡大野町（現廿日市市）出身。身長184cm。

## 人物
広島県立廿日市高等学校（山本浩二の7期後輩）、明治大学政治経済学部政治学科を卒業後、1977年にRCCに入社。スポーツアナウンサーとして活躍し、1984年・1991年に広島東洋カープがセントラル・リーグで優勝した試合の実況を務める。1994年、テレビの情報番組「なんでもワイド」のキャスターに転身しその後も夕方の情報番組の司会者として活躍した。
2002年アナウンス室長、2005年報道制作局長、2006年執行役員、2007年取締役を経て、2011年にはRCCフロンティア代表取締役社長を経てRCCを退職後、現職。2017年から日本ケーブルテレビ連盟中国支部 支部長

## 主な出演番組

### 現在の担当番組
- 川島宏治の THE ひろしま・プラス1 （ちゅピCOMひろしま）
- ゲーム直前　カープタイムズ（2013年8月8日～、ちゅピCOMひろしま）

### 過去の担当番組
- スポーツ中継

テレビ
- なんでもワイド（1994年4月～1996年3月、題名は「いいことあるかな なんでもワイド3時間」→「川島宏治のなんでもワイド」と変遷した）
- 川島宏治の広島大百科（1997年4月～2000年6月）
- RCCときめきストリート（2000年7月～2001年9月）
- RCCプロジェクトEタウン（2001年10月～2005年3月）

## 書籍
- 川島宏治のTHEひろしま・プラス1 vol.1 （2018年2月1日、ガリバープロダクツ) ISBN 978-4861070730